# Herbert Christ (político)
Herbert Christ (20 de janeiro de 1941) foi um político alemão do Partido Democrático Liberal (FDP) e ex-membro do Bundestag alemão.

## Vida
Ele foi membro do Bundestag alemão por um período legislativo a partir de 13 de dezembro de 1972. Ele foi eleito pela lista do FDP do estado da Baviera. No Bundestag, foi membro titular da comissão para a juventude, família e saúde até setembro de 1974. A partir de setembro de 1974, ele tornou-se membro do Comité de Economia.

## Literatura
Herbst, Ludolf; Jahn, Bruno (2002).  Vierhaus, ed. Biographisches Handbuch der Mitglieder des Deutschen Bundestages. 1949–2002 (em alemão). München: De Gruyter - De Gruyter Saur. 1715 páginas. ISBN 978-3-11-184511-1